# Bryconamericus tolimae
Bryconamericus tolimae är en fiskart som beskrevs av Eigenmann, 1913. Bryconamericus tolimae ingår i släktet Bryconamericus och familjen Characidae. Inga underarter finns listade.